# Arizona Zervas
Arizona Zervas (Hagerstown, 19 aprile 1995) è un cantante e rapper statunitense.
Il suo singolo Roxanne del 2019 ha raggiunto la posizione numero cinque nella Billboard Hot 100 e la top ten in Regno Unito, Australia e in molte altre nazioni.

## Biografia
Zervas ha scritto la sua prima canzone in terza media, mentre ha rilasciato il suo primo singolo, Don't Hit My Line, nel 2016. Hanno fatto seguito almeno 30 singoli, di cui molti hanno totalizzato più di un milione di stream su Spotify. Nel 2018 ha rilasciato il suo EP di debutto, Living Facts.
Il 10 ottobre 2019 ha pubblicato il singolo Roxanne, che in poche settimane è diventato virale su TikTok. L'8 novembre ha raggiunto la prima posizione nella Top 50 di Spotify negli Stati Uniti. Il brano ha poi debuttato nella Hot 100 alla numero 35, diventando la prima entrata del rapper in tale classifica, entrando poi nella Official Singles Charts britannica alla numero 24 e raggiungendo la vetta della classifica neozelandese, diventando la prima numero uno di Zervas in una classifica nazionale. In seguito al successo di Roxanne, numerose case discografiche hanno proposto un contratto al rapper, che alla fine ha firmato per la Columbia Records.
Nel 2020 viene pubblicato il singolo 24.

## Discografia

### Album in studio
- 2023 – Wild West

### EP
- 2018 – Living Facts

### Singoli
- 2016 – Don't Hit My Line
- 2016 – On My Mind
- 2016 – Coming Up
- 2016 – This Feeling (feat. Bazanji)
- 2016 – Uber
- 2016 – My Language
- 2016 – Old Ways
- 2017 – Stop Searching
- 2017 – Swerve
- 2017 – Cold
- 2017 – Helen Keller
- 2017 – Bad Luck (feat. Woody Pond)
- 2017 – High Up
- 2017 – Blvd
- 2017 – Pace
- 2017 – Zone (feat. John Wolf)
- 2017 – Homies
- 2017 – Shit You Love
- 2018 – Bossin
- 2018 – L O Well
- 2018 – Parted Ways (feat. Arye)
- 2018 – Living Cats
- 2018 – No I in Team
- 2018 – Drian Me
- 2019 – Race
- 2019 – LMS
- 2019 – Drinking Problem (feat. 27club)
- 2019 – Fast
- 2019 – Roxanne
- 2020 – 24
- 2020 – Nightrider
- 2020 – RIP
- 2021 – Still Breathing
- 2021 – C U L8R
- 2021 – Snowman
- 2022 – Bands
- 2022 – My Time
- 2022 – Ever Again
- 2022 – Oh My Lord (con 24kGoldn)
- 2022 – On Ten
- 2022 – Holy Trinity (con Rich the Kid)
- 2022 – Rage
- 2022 – 2 AM
- 2023 – Miss Me
- 2023 – Way Too Young
- 2023 – Big Bucks
- 2023 – Hasta La Vista
- 2023 – Wouldn't It Be Nice
- 2023 – Trainwrecks
- 2024 – Happy Never After
- 2024 – Florida